# Kira Lewis Jr.
Kira Aundrea Lewis Jr. (Meridianville, Alabama; 14 de marzo de 2001) es un baloncestista estadounidense que pertenece a la plantilla de los Capital City Go-Go de la G League. Con 1,85 metros de estatura, ocupa la posición de base.

## Trayectoria deportiva

### Universidad
Jugó dos temporadas con los Crimson Tide de la Universidad de Alabama, en las que promedió 15,9 puntos, 3,6 rebotes, 4,0 asistencias y 1,2 robos de balón por partido. En su primera temporada fue incluido en el mejor quinteto de novatos de la Southeastern Conference, mientras que al año siguiente lo fue en el mejor quinteto absoluto de la conferencia.
Al término de su segunda temporada, se declaró elegible para el Draft de la NBA, renunciando a los dos años de universidad que le quedaban.

#### Estadísticas
| Año     | Equipo  | PJ | PT | MPP  | %TC  | %3P  | %TL  | RPP | APP | ROB | TPP | PPP  |
| ------- | ------- | -- | -- | ---- | ---- | ---- | ---- | --- | --- | --- | --- | ---- |
| 2018–19 | Alabama | 34 | 34 | 31.6 | .433 | .358 | .783 | 2.6 | 2.9 | .8  | .3  | 13.5 |
| 2019–20 | Alabama | 31 | 31 | 37.6 | .459 | .366 | .802 | 4.8 | 5.2 | 1.8 | .6  | 18.5 |
| Total   | Total   | 65 | 65 | 34.5 | .447 | .362 | .793 | 3.6 | 4.0 | 1.3 | .4  | 15.9 |

### Profesional
Fue elegido en la decimotercera posición del Draft de la NBA de 2020 por los New Orleans Pelicans.
Durante el trascurso de su cuarta temporada con los Pelicans, el 17 de enero de 2024 es traspasado, junto a Jordan Nwora y Bruce Brown Jr., a Indiana Pacers a cambio de Pascal Siakam. El 8 de febrero es traspasado a Utah Jazz, junto a Otto Porter, a cambio de Ochai Agbaji y Kelly Olynyk. En Utah disputó 12 encuentros hasta final de temporada.
El 29 de septiembre de 2024 firmó con Washington Wizards, per fue cortado el 12 de octubre sin llegar a debutar en partido oficial. El 28 de octubre se une a su filial, los Capital City Go-Go.

## Estadísticas de su carrera en la NBA

### Temporada regular
| Año     | Equipo      | PJ  | PT | MPP  | %TC  | %3P  | %TL  | RPP | APP | ROB | TPP | PPP |
| ------- | ----------- | --- | -- | ---- | ---- | ---- | ---- | --- | --- | --- | --- | --- |
| 2020-21 | New Orleans | 54  | 0  | 16.7 | .386 | .333 | .843 | 1.3 | 2.3 | .7  | .2  | 6.4 |
| 2021-22 | New Orleans | 24  | 0  | 14.2 | .404 | .224 | .833 | 1.6 | 2.0 | .5  | .0  | 5.9 |
| 2022-23 | New Orleans | 25  | 0  | 9.4  | .455 | .441 | .864 | 1.3 | .9  | .4  | .1  | 4.6 |
| 2023-24 | New Orleans | 15  | 0  | 9.6  | .308 | .100 | .909 | .9  | 1.2 | .3  | .1  | 2.9 |
| 2023-24 | Toronto     | 1   | 0  | 1.6  | —    | —    | —    | .0  | .0  | .0  | .0  | .0  |
| 2023-24 | Utah        | 12  | 0  | 9.9  | .450 | .154 | .778 | 1.0 | 1.6 | .3  | .1  | 3.8 |
| Total   | Total       | 131 | 0  | 13.3 | .397 | .294 | .848 | 1.3 | 1.8 | .5  | .1  | 5.2 |